# Fernando António
Pour les articles homonymes, voir Antonio.
Fernando António est un footballeur portugais né le 30 avril 1899 à Lisbonne et mort à une date inconnue. Il évoluait au poste d'attaquant.

## Biographie

### En club
Fernando António est joueur du CF Belenenses dans les années 1920,.
Avec Belenenses, il est sacré champion de Lisbonne en 1926. Il remporte le championnat du Portugal en 1927, à une époque où la première division portugaise actuelle n'existait pas, son format se rapproche beaucoup de l'actuelle coupe du Portugal, c'est le tout premier titre national du club.

### En équipe nationale
International portugais, il honore une unique sélection en équipe du Portugal dans le cadre d'un match amical le 16 décembre 1923, contre l'Espagne (défaite 0-3 à Séville).

## Palmarès
CF Belenenses
- Championnat du Portugal (1) :
  - Vainqueur : 1926-27.

- Championnat de Lisbonne (3) :
  - Champion : 1925-26.